# Die Patin – Kein Weg zurück
Die Patin – Kein Weg zurück ist ein dreiteiliger deutscher Fernsehfilm mit Veronica Ferres in der Hauptrolle. RTL und der ORF ließen die Filmreihe für acht Millionen Euro produzieren und strahlte sie am 14., 15. und 17. Dezember 2008, jeweils um 20:15 Uhr aus. Ausführende Produktionsfirma war die UFA-Tochter teamWorx.

## Handlung
Katharina Almeda ist eine Hausfrau und Mutter von zwei Kindern. Ihr Mann ist Besitzer einer Exportfirma und, was Katharina nicht weiß, in diverse illegale Geschäfte verwickelt. Mit seiner Komplizin und Geliebten Marie, die er als seine Frau ausgibt, reist er durch Europa und baut sein illegales Netzwerk aus. Doch nun kooperiert er mit dem BND um auszusteigen und wird an einem versteckten Ort festgehalten. Seine Frau Katharina gerät in den Fokus der Ermittlungen des BKA und die gemeinsamen Kinder werden von Kriminellen bedroht. Katharina ist gezwungen, fünf Millionen Euro von Moskau nach Genf zu schmuggeln und muss schnell eine halbe Tonne Heroin auftreiben. Zwischenzeitlich bandelt Katharina noch mit dem Russen Sergej an, den sie aber wieder fallen lässt, bevor sie sich mit ihrem Mann, den Kindern und ihrem verwitweten Vater nach Argentinien absetzt.

## Rezeption

### Quote
|        | Zuschauer (ab 3 Jahre) | Zuschauer (14–49 Jahre) | Marktanteil (14–49 Jahre) |
| ------ | ---------------------- | ----------------------- | ------------------------- |
| Teil 1 | 5,18 Millionen         | 2,28 Millionen          | 15,3 %                    |
| Teil 2 | 5,17 Millionen         | 2,11 Millionen          | 15,7 %                    |
| Teil 3 | 5,27 Millionen         | 2,30 Millionen          | 18,7 %                    |

Die Quoten der Reihe blieben hinter den Erwartungen des Senders zurück. Der erste Teil des Films konnte sich nach dem Tatort im Ersten und einer Inga-Lindström-Verfilmung im ZDF nur auf Platz drei der Tageswertung behaupten. Zudem lag die Quote unter dem Senderschnitt von 16,1 %. Der zweite Teil konnte mit 5,17 Millionen die meisten Zuschauer des Tages verbuchen, blieb in der Zielgruppe der 14- bis 49-Jährigen jedoch hinter einer Ausstrahlung des Films Sissi – Die junge Kaiserin aus dem Jahr 1956 auf Sat.1 zurück. Der dritte wurde der erfolgreichste Teil der Reihe und konnte einen Marktanteil oberhalb des Senderschnitts erreichen.

### Kritiken
Während sich wenige Publikationen positiv äußerten, sah sich vor allem die Hauptdarstellerin Ferres negativer Kritik ausgesetzt. Bemängelt wurde ihre Leistung in diesem Film und ihre fehlende Wandlungsfähigkeit. Auch die Besetzung der Hauptfigur mit Ferres wurde kritisiert, wohingegen Axel Prahl und Mikael Persbrandt positive Reaktionen ernteten. Das Drehbuch wurde vielfach positiv wie negativ aufgenommen, wobei durchgehend die offensichtliche Nähe zu Traffic – Macht des Kartells und der Hauptdarstellerin Catherine Zeta-Jones angeprangert wurde.

„[…] schlecht ist der Dreiteiler nicht. Ferres hat in den vergangenen Jahren immer wieder dieselbe Rolle gespielt? Na und? Sie macht das gut, und Millionen Menschen sehen ihr gern dabei zu.“

„Ein kunstvoll verschlungenes Verschwörungsspektakel, das nur ein Problem hat: die Hauptdarstellerin. […] Veronica Ferres variiert hier ein weiteres Mal ihre Rolle als getriebenes Muttertier, und in ihrem wie immer mordsgerechten Wüten gehen gelegentlich die Subtilitäten flöten, die dieses verschlungene Verschwörungsszenario zwischen hoher Politik, großem Geld und globalisiertem Verbrechen eigentlich auszeichnet. […] Würde sie nicht die Titelrolle spielen – dieser monströse Krimi könnte seine unweihnachtliche Botschaft noch viel rigoroser verbreiten: Frauen sind einfach die besseren Verbrecher.“

„Die Geschichte ist komplex und durchaus spannend. Doch die Hauptdarstellerin bleibt gewohnt schlicht. […] Veronica Ferres ist Veronica Ferres. Sie ist ihre eigene Marke. Sie spielt keine Rolle, außer der eigenen. Und sie wird enden nicht als die Super-Mutti, am Ende wird sie die Super-Patin sein.“

„Bei der Verquickung der Genres Familiendrama und Agententhriller tendiert die „Patin“ zur Zwischenlösung. In den Momenten, in denen die Handlung Fahrt aufnimmt, platzt das Familienleben hinein, die große Gangsterwelt verkommt zur Karikatur. Zu welcher Seite hin sich das Geschehen auflöst, macht die Absicht des Films deutlich, dem es letztlich um ein behagliches Familienglück mit Abenteuerkomponente geht und dem das internationale Verbrechen nur ein Nebenschauplatz ist. Es fragt sich, ob das kleine Glück den großen Aufwand wert war.“

„[…] es ist Thielen und ihrem Team […] gelungen, ein in Umfang und Erzählkraft großes Stück Fernsehen abzuliefern, mit dem der Sender zugleich genau den Mut zu neuen fiktionalen Wegen beweist, der lautstark immer wieder eingefordert wird.“

„“Die Patin – Kein Weg zurück” will viel, zu viel. BKA, BND, Russen-Mafia, Korsen-Mafia eine zweite Frau Almeda, ein alter Freund von Max – alle dürfen mitmischen und für immer neue Wendungen in dieser acht Millionen teuren Produktion sorgen. Das Ergebnis: eine leider ziemlich unrealistische Geschichte, in der Totgesagte länger leben und sich reichlich aus dem Hollywood-Fundus bedient wird. Schade eigentlich. Die Story von einer Hausfrau, die sich plötzlich aus ihrem Heile-Welt-Dasein verabschieden muss und die dunklen Geschäfte ihres Mannes weiterführt, kann ja auch funktionieren (siehe Catherine Zeta-Jones in „Traffic“, die als Vorbild für die RTL-Patin diente). Aber dazu hätte „Die Patin“ nicht zuletzt eine Hauptdarstellerin gebraucht, die diese facettenreiche Rolle besser ausfüllen kann als Veronika Ferres.“

„Die Personage wird immer undurchschaubarer. Und der Eindruck entsteht, dass zwei Teile durchaus ausgereicht hätten, um die Geschichte straffer und stringent zu erzählen. Das Ende der Trilogie ist denn auch so unglaubwürdig, wie behauptet.“

## Hintergrund
Der Drehbuchautor Christoph Darstädt äußerte sich wie folgt zu seiner Arbeit:

„Alles, was mit der Russenmafia zu tun hat, ist nicht realistisch und rein fiktiv. Die Konkurrenz zwischen BKA und BND ist aber durchaus gegeben und auch nachzulesen.“